# Slowakije op de Olympische Winterspelen 2022
Slowakije was een van de landen die deelnamen aan de Olympische Winterspelen 2022 in Peking, China.

## Medailleoverzicht
| Sport       | Olympiër | Onderdeel     | Medaille |
| ----------- | --- | ------------- | -------- |
| Alpineskiën | Petra Vlhová | Slalom (v)    | Goud     |
| IJshockey   | Peter Cehlárik Michal Čajkovský Peter Čerešňák Marek Ďaloga Marko Daňo Martin Gernát Mário Grman Adrián Holešinský Marek Hrivík Libor Hudáček Tomáš Jurčo Miloš Kelemen Samuel Kňažko Branislav Konrád Michal Krištof Martin Marinčin Šimon Nemec Kristián Pospíšil Pavol Regenda Miloš Roman Patrik Rybár Juraj Slafkovský Samuel Takáč Matej Tomek Peter Zuzin | IJshockey (m) | Brons    |

## Deelnemers en resultaten
(m) = mannen, (v) = vrouwen 

### Alpineskiën
Mannen
| Naam          | Onderdeel    | 1e run  | 1e run | 2e run  | 2e run | Totaal  | Totaal |
| Naam          | Onderdeel    | Tijd    | Rang   | Tijd    | Rang   | Tijd    | Rang   |
| ------------- | ------------ | ------- | ------ | ------- | ------ | ------- | ------ |
| Adam Žampa    | Reuzenslalom | 1:05,86 | 21     | 1:08,05 | 16     | 2:13,91 | 15     |
| Adam Žampa    | Slalom       | 57,76   | 32     | 53,25   | 25     | 1:51,01 | 25     |
| Andreas Žampa | Reuzenslalom | 1:06,15 | 23     | 1:08,16 | 17     | 2:14,31 | 16     |
| Andreas Žampa | Slalom       | 58,06   | 33     | DNF     | DNF    | DNF     | DNF    |

Vrouwen
| Naam           | Onderdeel    | 1e run  | 1e run | 2e run         | 2e run         | Totaal         | Totaal         |
| Naam           | Onderdeel    | Tijd    | Rang   | Tijd           | Rang           | Tijd           | Rang           |
| -------------- | ------------ | ------- | ------ | -------------- | -------------- | -------------- | -------------- |
| Petra Hromcová | Super G      | n.v.t.  | n.v.t. | n.v.t.         | n.v.t.         | 1:20,11        | 38             |
| Rebeka Jančová | Reuzenslalom | 1:06,56 | 48     | niet geplaatst | niet geplaatst | niet geplaatst | niet geplaatst |
| Rebeka Jančová | Slalom       | DNF     | DNF    | niet geplaatst | niet geplaatst | niet geplaatst | niet geplaatst |
| Rebeka Jančová | Super G      | n.v.t.  | n.v.t. | n.v.t.         | n.v.t.         | 1:20,18        | 39             |
| Petra Vlhová   | Reuzenslalom | 59,34   | 13     | 58,81          | 16             | 1:58,15        | 14             |
| Petra Vlhová   | Slalom       | 52,89   | 8      | 52,09          | 1              | 1:44,98        | Goud           |

Gemengd
| Naam                                                   | Onderdeel       | Eerste ronde           | Kwartfinale            | Halve finale           | Finale / BM            | Finale / BM |
| Naam                                                   | Onderdeel       | Tegenstander Resultaat | Tegenstander Resultaat | Tegenstander Resultaat | Tegenstander Resultaat | Rang        |
| ------------------------------------------------------ | --------------- | ---------------------- | ---------------------- | ---------------------- | ---------------------- | ----------- |
| Petra Hromcová Rebeka Jančová Adam Žampa Andreas Žampa | Landenwedstrijd | USA 3 - 1              | niet geplaatst         | niet geplaatst         | niet geplaatst         | 12          |

### Biatlon
Mannen
| Naam                                                  | Onderdeel   | Tijd    | Missers      | Rang |
| ----------------------------------------------------- | ----------- | ------- | ------------ | ---- |
| Matej Baloga                                          | Individueel | 58:47,1 | 4 (0+1+1+2)  | 84   |
| Matej Baloga                                          | Sprint      | 27:41,3 | 1 (0+1)      | 85   |
| Šimon Bartko                                          | Individueel | 59:47,8 | 7 (2+3+1+1)  | 88   |
| Šimon Bartko                                          | Sprint      | 26:58,8 | 3 (2+1)      | 65   |
| Michal Šíma                                           | Individueel | 54:09,0 | 2 (0+1+0+1)  | 43   |
| Michal Šíma                                           | Sprint      | 27:02,3 | 1 (0+1)      | 68   |
| Tomáš Sklenárik                                       | Individueel | 58:08,1 | 5 (2+2+1+0)  | 80   |
| Tomáš Sklenárik                                       | Sprint      | 27:46,3 | 3 (1+2)      | 87   |
| Michal Šíma Matej Baloga Šimon Bartko Tomáš Sklenárik | Estafette   | LAP     | 12 (2+4+0+6) | 21   |

Vrouwen
| Naam                                                                     | Onderdeel     | Tijd    | Missers      | Rang |
| ------------------------------------------------------------------------ | ------------- | ------- | ------------ | ---- |
| Ivona Fialková                                                           | Individueel   | 49:54,2 | 6 (0+4+1+1)  | 46   |
| Ivona Fialková                                                           | Sprint        | 23:11,8 | 4 (1+3)      | 41   |
| Ivona Fialková                                                           | Achtervolging | 40:06,3 | 7 (0+4+1+2)  | 36   |
| Paulína Fialková                                                         | Individueel   | 49:10,7 | 4 (0+2+1+1)  | 42   |
| Paulína Fialková                                                         | Sprint        | 22:12,0 | 1 (0+1)      | 14   |
| Paulína Fialková                                                         | Achtervolging | 37:25,7 | 2 (0+2+0+0)  | 10   |
| Paulína Fialková                                                         | Massastart    | 44:04,8 | 8 (0+3+1+4)  | 26   |
| Henrieta Horvátová                                                       | Individueel   | 52:16,1 | 3 (0+1+1+1)  | 68   |
| Henrieta Horvátová                                                       | Sprint        | 24:20,7 | 1 (1+0)      | 72   |
| Veronika Machyniaková                                                    | Individueel   | 55:21,7 | 5 (1+2+0+2)  | 83   |
| Veronika Machyniaková                                                    | Sprint        | 26:13,2 | 3 (2+1)      | 88   |
| Ivona Fialková Henrieta Horvátová Veronika Machyniaková Paulína Fialková | Estafette     | LAP     | 14 (2+7+0+5) | 19   |

Gemengd
| Naam                                                        | Onderdeel | Tijd | Missers      | Rang |
| ----------------------------------------------------------- | --------- | ---- | ------------ | ---- |
| Ivona Fialková Paulína Fialková Michal Šíma Tomáš Sklenárik | Estafette | LAP  | 22 (9+9+0+4) | 17   |

### Bobsleeën
Vrouwen
| Naam               | Onderdeel | Run 1   | Run 1 | Run 2   | Run 2 | Run 3   | Run 3 | Run 4   | Run 4 | Totaal  | Totaal |
| Naam               | Onderdeel | Tijd    | Rang  | Tijd    | Rang  | Tijd    | Rang  | Tijd    | Rang  | Tijd    | Rang   |
| ------------------ | --------- | ------- | ----- | ------- | ----- | ------- | ----- | ------- | ----- | ------- | ------ |
| Viktória Čerňanská | Monobob   | 1:05,75 | 12    | 1:06,41 | 15    | 1:06,62 | 18    | 1:06,47 | 15    | 4:25,25 | 17     |

### IJshockey
| Onderdeel | Groepsfase     | Groepsfase     | Groepsfase     | Groepsfase     | Groepsfase | Play-off       | Kwartfinale    | Halve finale   | Finale / BM    | Finale / BM |
| Onderdeel | Opponent Score | Opponent Score | Opponent Score | Opponent Score | Rang       | Opponent Score | Opponent Score | Opponent Score | Opponent Score | Rang        |
| --------- | -------------- | -------------- | -------------- | -------------- | ---------- | -------------- | -------------- | -------------- | -------------- | ----------- |
| Mannen    | FIN 6-2        | SWE 4-1        | LAT 5-1        | n.v.t.         | 8          | GER 4-0        | USA 2-3        | FIN 2-0        | SWE 0-4        | Brons       |

Mannen
| Naam | Onderdeel | Resultaat |
| --- | --------- | --------- |
| Peter Cehlárik Michal Čajkovský Peter Čerešňák Marek Ďaloga Marko Daňo Martin Gernát Mário Grman Adrián Holešinský Marek Hrivík Libor Hudáček Tomáš Jurčo Miloš Kelemen Samuel Kňažko Branislav Konrád Michal Krištof Martin Marinčin Šimon Nemec Kristián Pospíšil Pavol Regenda Miloš Roman Patrik Rybár Juraj Slafkovský Samuel Takáč Matej Tomek Peter Zuzin | Mannen    | Brons     |

### Langlaufen
Lange afstanden
Mannen
| Naam         | Onderdeel         | Uitslag   | Uitslag |
| Naam         | Onderdeel         | Tijd      | Rang    |
| ------------ | ----------------- | --------- | ------- |
| Peter Mlynár | 15 km klassiek    | 42:49,9   | 58      |
| Ján Koristek | 30 km skiatlon    | 1:25:38,7 | 45      |
| Ján Koristek | 50 km vrije stijl | 1:17:26,0 | 40      |

Vrouwen
| Naam               | Onderdeel      | Uitslag | Uitslag |
| Naam               | Onderdeel      | Tijd    | Rang    |
| ------------------ | -------------- | ------- | ------- |
| Barbora Klementová | 10 km klassiek | 34:59,2 | 77      |
| Alena Procházková  | 10 km klassiek | 33:18,2 | 65      |
| Kristina Sivokova  | 10 km klassiek | 36:12,6 | 81      |

Sprint
Vrouwen
| Naam               | Onderdeel | Kwalificatie | Kwalificatie | Kwartfinales   | Kwartfinales   | Halve finales  | Halve finales  | Finale         | Finale |
| Naam               | Onderdeel | Tijd         | Rang         | Tijd           | Rang           | Tijd           | Rang           | Tijd           | Rang   |
| ------------------ | --------- | ------------ | ------------ | -------------- | -------------- | -------------- | -------------- | -------------- | ------ |
| Barbora Klementová | Sprint    | 3:34,87      | 57           | niet geplaatst | niet geplaatst | niet geplaatst | niet geplaatst | niet geplaatst | 57     |
| Alena Procházková  | Sprint    | 3:36,84      | 63           | niet geplaatst | niet geplaatst | niet geplaatst | niet geplaatst | niet geplaatst | 63     |
| Kristina Sivokova  | Sprint    | 3:46,25      | 72           | niet geplaatst | niet geplaatst | niet geplaatst | niet geplaatst | niet geplaatst | 72     |

### Rodelen
Individueel
| Naam                | Onderdeel | Run 1    | Run 1 | Run 2  | Run 2 | Run 3  | Run 3 | Run 4          | Run 4          | Totaal         | Totaal |
| Naam                | Onderdeel | Tijd     | Rang  | Tijd   | Rang  | Tijd   | Rang  | Tijd           | Rang           | Tijd           | Rang   |
| ------------------- | --------- | -------- | ----- | ------ | ----- | ------ | ----- | -------------- | -------------- | -------------- | ------ |
| Jozef Ninis         | Mannen    | 58,205   | 18    | 58,764 | 19    | 58,856 | 23    | niet geplaatst | niet geplaatst | niet geplaatst | 21     |
| Marian Skupek       | Mannen    | 58,956   | 26    | 58,976 | 23    | 59,051 | 27    | niet geplaatst | niet geplaatst | niet geplaatst | 26     |
| Katarina Šimoňáková | Vrouwen   | 1:00,124 | 27    | 59,851 | 24    | 59,761 | 26    | niet geplaatst | niet geplaatst | niet geplaatst | 25     |

Gemengd
| Naam                                                        | Onderdeel | Run 1                 | Run 1  | Run 2  | Run 2  | Run 3  | Run 3  | Totaal   | Totaal |
| Naam                                                        | Onderdeel | Tijd                  | Rang   | Tijd   | Rang   | Tijd   | Rang   | Tijd     | Rang   |
| ----------------------------------------------------------- | --------- | --------------------- | ------ | ------ | ------ | ------ | ------ | -------- | ------ |
| Tomáš Vaverčák Matej Zmij                                   | Dubbels   | 1:00,138              | 15     | 59,704 | 13     | n.v.t. | n.v.t. | 1:59,842 | 13     |
| Katarina Šimoňáková Jozef Ninis Tomáš Vaverčák / Matej Zmij | Estafette | 1:01,579 1:02,338 DNF | 11 8 - | n.v.t. | n.v.t. | n.v.t. | n.v.t. | DNF      | DNF    |

### Snowboarden
Big air
| Naam            | Onderdeel | Kwalificatie | Kwalificatie | Kwalificatie | Kwalificatie | Kwalificatie | Finale         | Finale         | Finale         | Finale         | Finale |
| Naam            | Onderdeel | Sprong 1     | Sprong 2     | Sprong 3     | Totaal       | Rang         | Sprong 1       | Sprong 2       | Sprong 3       | Totaal         | Rang   |
| --------------- | --------- | ------------ | ------------ | ------------ | ------------ | ------------ | -------------- | -------------- | -------------- | -------------- | ------ |
| Klaudia Medlová | Vrouwen   | 62,25        | 51,00        | 29,75        | 113,25       | 16           | niet geplaatst | niet geplaatst | niet geplaatst | niet geplaatst | 16     |

Slopestyle
| Naam            | Onderdeel | Kwalificatie | Kwalificatie | Kwalificatie | Kwalificatie | Finale         | Finale         | Finale         | Finale         | Finale         |
| Naam            | Onderdeel | Run 1        | Run 2        | Beste        | Rang         | Run 1          | Run 2          | Run 3          | Beste          | Rang           |
| --------------- | --------- | ------------ | ------------ | ------------ | ------------ | -------------- | -------------- | -------------- | -------------- | -------------- |
| Klaudia Medlová | Vrouwen   | DNS          | DNS          | DNS          | DNS          | niet geplaatst | niet geplaatst | niet geplaatst | niet geplaatst | niet geplaatst |